# Hanswilkeïta
La hanswilkeïta és un mineral de la classe dels sulfurs.

## Característiques
La hanswilkeïta és un sulfur de fórmula química KFeS₂. Va ser aprovada com a espècie vàlida per l'Associació Mineralògica Internacional l'any 2022, i va ser publicada a la revista internacional American Mineralogist per Sergey N. Britvin et al. en el mes d'octubre de 2024 amb el títol «Hanswilkeite, KFeS₂, a new peralkaline sulfide mineral». Cristal·litza en el sistema monoclínic.
L'exemplar que va servir per a determinar l'espècie, el que es coneix com a material tipus, es troba conservat a les col·leccions del Museu Mineralògic Fersmann, de l'Acadèmia de Ciències de Rússia, a Moscou (Rússia), amb el número de registre: 5862/1.

## Formació i jaciments
Va ser descoberta a Naẖal Gorer, dins el districte del Sud, a Israel. Poc temps després de la seva aprovació, i abans d'haver estat publicada pels seus investigadors, va ser descoberta també en forma d'inclusió en un diamant procedent de la canonada de kimberlita d'Udachnaya, a Sakhà (Rússia).